# Nicanor, o Elefante
Nicanor (em grego: Νικάνωρ), alcunhado "o Elefante", foi um general que serviu o rei macedónio Filipe V no século III a.C.
Durante a Guerra Cretense de 205-200 a.C., pouco antes do início da Segunda Guerra Macedónica em 200 a.C., foi enviado para a Ática para apoiar os  acarnanos, aliados dos macedónios, que tinham invadido a região após terem declarado guerra a Atenas. Antes de atacarem Atenas, os macedónios e os seus aliados saquearam a Ática. Quando os invasores chegaram a Atenas, os embaixadores romanos na cidade obrigaram-nos a retirar sob a ameaça de enfrentarem uma guerra com Roma.
A outra menção histórica a Nicanor é como comandante da retaguarda do exército de Filipe na Batalha de Cinoscéfalos, travada em 197 a.C. contra os romanos que se saldou numa vitória destes.